# Jungle Commando
O Jungle Commando, também conhecido como Exército de Libertação Nacional do Suriname foi um grupo de comando guerrilheiro no Suriname. O comando lutou contra Dési Bouterse e o exército do Suriname na Guerra Civil do Suriname.
Foi fundada por Ronnie Brunswijk em 1986 para garantir direitos iguais para a minoria maroon do Suriname. O grupo foi formado depois que as tropas do Suriname cometeram assassinato em massa contra 35 pessoas na vila de Moiwana, perto de Moengo, depois que o exército nacional do Suriname não conseguiu capturar Ronnie Brunswijk.
O Jungle Commando travou uma guerra de guerrilha contra o governo surinamês de Dési Bouterse na década de 1980, antes de uma trégua ser negociada em março de 1991.
Ao mesmo tempo, o Jungle Commando controlava uma grande área no leste do Suriname.
Em 2005, Brunswijk alertou que o Comando da Selva poderia retomar a luta se as condições do acordo de paz de Kourou de 1992 não fossem atendidas.

## Primórdios
No final dos anos 1970 e início dos anos 1980, o povo surinamês começou a testemunhar uma queda dramática no respeito aos líderes tradicionais e suas práticas, sob o atual governo e local. Em resposta a isso, surgiu o Exército de Libertação Nacional do Suriname, um grupo de resistência militante que lutou na tentativa de desmantelar a atual liderança militar do país e constituir uma democracia. Os moradores se referiam ao grupo como Jungle Commando, pois era formado por oficiais de alto escalão que haviam fugido das forças armadas, principalmente Ronnie Brunswijk. Brunswijk esteve anteriormente envolvido em um golpe militar no qual o governo anterior foi derrubado em 1980. Ele e um pequeno grupo de desertores atacaram 12 soldados em um posto militar em Stolkertsijver em 22 de julho de 1986. Enquanto mantinham refém este grupo de soldados, outro ataque foi lançado no quartel do exército em Albina. O Exército Nacional respondeu destruindo o templo em Moengotapoe e capturando todos os homens presentes. Mais tarde, a aldeia natal de Brunswijk, Moiwana, foi atacada, o que resultou na morte de pelo menos 35 pessoas.
Esses ataques serviram como catalisadores para a Guerra Civil do Suriname.